# Limonia japonica
Limonia japonica là một loài ruồi trong họ Limoniidae. Chúng phân bố ở miền Cổ bắc.